# Hagen, Hudiksvalls kommun
Hagen är en ort i Delsbo socken i Hudiksvalls kommun, Gävleborgs län.
Orten räknades år 1990 som småort av SCB.